# Энхэ-Тала
Энхэ́-Тала́ (бур. Энхэ тала — «безмятежная, счастливая степь (сторона)») — улус в Кяхтинском районе Бурятии. Входит в сельское поселение «Большекударинское».

## География
Расположен в 66 км к юго-востоку от Кяхты, на правобережье реки Кудары, на обоих берегах речки Киреть, в 6 км к востоку от центра сельского поселения — посёлка Октябрьский. Через улус проходит республиканская автодорога 03К-024 (от трассы Р441 к границе с Забайкальским краем).

## Население
| 2002 | 2010 |
| ---- | ---- |
| 399  | ↘381 |